# Hofanlage Genhöfen 3
Die Hofanlage Genhöfen 3 in der niedersächsischen Samtgemeinde Land Hadeln, Gemeinde Wingst-Weißenmoor, im Landkreis Cuxhaven, stammt vom Anfang des 19. Jahrhunderts. Aktuell (2024) wird sie wohl landwirtschaftlich oder gewerblich genutzt.
Die Gebäude stehen unter Denkmalschutz (siehe auch Liste der Baudenkmale in Wingst).

## Geschichte und Beschreibung
Der Forst Wingst wurde erstmals 1301 erwähnt. 1822 bis 1846 fand die Wingst-Teilung statt, mit dem Ziel den bis dahin der Allgemeinheit gehörenden Besitz in Privateigentum zu überführen. Die Wingst ist heute ein beliebtes Ausflugsziel. Am Südrand Weißenmoors gruppieren sich drei baumbestandene Hofanlagen.
Die Hofanlage besteht aus:
- dem eingeschossigen giebelständigen Wohn- und Wirtschaftsgebäude von 1829 (Inschrift) als Zweiständer-Hallenhaus in Fachwerk mit Steinausfachungen, mit reetgedecktem Satteldach und am Wirtschaftsgiebel mit Uhlenloch, der Grooten Door mit Segmentbogen, beide Giebel mit einer regionaltypischen senkrechten Verbretterung im oberen Giebeldreieck und mit sichtbaren Rähmköpfen; östliche Traufwand teilweise massiv in Backstein ersetzt,[2]
- der eingeschossigen giebelständigen Scheune wohl aus der zweiten Hälfte des 19. Jh. in verbohltem Fachwerk mit Satteldach sowie zwei Querdurchfahrten und im Süden ein jüngerer Backsteinanbau[3]
- sowie weiteren nicht denkmalgeschützten Nebenanlagen.

Das Landesdenkmalamt befand u. a.: „… geschichtliche und städtebauliche Gründen wegen des ortsgeschichtlichen, gebäudetypischen, orts- und landschaftsbildprägenden Zeugniswerts ….“
Die benachbarte Hofanlage Genhöfen 2 ähnelt diesem Hof.